# Aeroportul Quetzalcóatl
Aeroportul Quetzalcóatl (IATA: NLD, ICAO: MMNL) este un aeroport din Tamaulipas, Mexic ce deservește zona Nuevo Laredo⁠(d). Aeroportul a fost tranzitat în 2023 de 197.673 de pasageri.
Situat la o altitudine de 148 m, aeroportul dispune de o singură pistă. Este operat de Aeropuertos y Servicios Auxiliares⁠(d).